# NGC 6474
NGC 6474 ist eine 14,2 mag helle Spiralgalaxie vom Hubble-Typ Sbc im Sternbild Drache am Nordsternhimmel. Sie ist etwa 387 Millionen Lichtjahre von der Milchstraße entfernt und besitzt einen Durchmesser von etwa 120.000 Lichtjahren. 
Das Objekt wurde am 22. Juli 1886 von Lewis A. Swift entdeckt.
Swifts Notizen aus der Nacht vom 22. Juli 1886 („eeF, S, R, s of 2“ für NGC 6473, „eF, pS, R; 3 sts in a line near and 3 others in a line point to it; e diff; n of 2“ für NGC 6474) verweisen auf zwei unterschiedliche Objekte und sind zudem zu unterschiedlich, um trotz nahezu identischer Positionsangaben die gleiche Galaxie zu beschreiben. Die Annahme einiger moderner Kataloge, die mit NGC 6473 auf NGC 6474 verweisen, ist daher abzulehnen.